# Euselasia orion
Euselasia orion is een vlindersoort uit de familie van de prachtvlinders (Riodinidae), onderfamilie Euselasiinae.
Euselasia orion werd in 1958 beschreven door Le Cerf.